# S/S Gertrud Bratt
S/S Gertrud Bratt var det första svenska handels- och ångfartyg som sänktes under andra världskriget. Det skedde i Skagerrak utanför Norge. Fartyget sänktes av en tysk ubåt genom artillerield och en torped. Besättningen överlevde.

## Fartyget
Gertrud Bratt byggdes av Kockums i Malmö och levererades 1927 till Ångfartygs AB Östersjön där hon var rederiets näst största fartyg. Hon gick i trafik mellan Skandinaviska hamnar och Bristolkanalen. 

### Sänkningen
Gertrud Bratt sänktes 12 distansminuter utanför ön Jomfruland i Norge söndagen den 24 september 1939, tre veckor efter andra världskrigets utbrott. Den tyska ubåten U 4 (chef von Klot-Heydenfeldt) prejade fartyget med två kanonskott och begärde att få se skeppspapperen. Befälhavaren kapten E.K. Jönsson svarade att fartyget var lastat med hyvlade bräder för byggnadsverksamhet i England, vilket inte kunde räknas som krigskontraband. Ubåtschefen svarade då att ”Det byggs inga hus i England, utan träet går till flygmaskiner”, och förklarade att ångaren skulle sänkas och att besättningen fick en halvtimme på sig att lämna fartyget. Han lovade dock att bogsera livbåtarna mot land. 
Besättningen om 20 man delade upp sig i två livbåtar, varefter ubåten började beskjuta Gertrud Bratt. Då dök ett flygplan upp varvid ubåten dök och sänkte fartyget med en torped. Någon bogsering blev därför inte av. I stället fick de nödställda hjälp av en norsk tullkryssare in till Langesund.
Planet var ett svenskt bombplan av typ B3, som kunde fotografera sänkningen.